# Astragalus austroiranicus
Astragalus austroiranicus är en ärtväxtart som beskrevs av Dieter Podlech. Astragalus austroiranicus ingår i släktet vedlar, och familjen ärtväxter. Inga underarter finns listade i Catalogue of Life.